# آئوکی شوزو
آئوکی شوزو (به ژاپنی: 青木 周藏 Aoki Shūzō)؛ ۳ مارس ۱۸۴۴ – ۱۶ فوریهٔ ۱۹۱۴) دیپلمات، وزیر امور خارجه ژاپن اهل ژاپن بود.